# Amphoe Ko Sichang
Amphoe Ko Sichang (Thai: อำเภอ เกาะสีชัง) ist ein Landkreis (Amphoe – Verwaltungs-Distrikt) in der Provinz (Changwat) Chonburi. Die Provinz Chon Buri liegt im Osten der Zentralregion von Thailand.

## Geographie
Amphoe Ko Sichang besteht hauptsächlich aus der Insel (Ko) Sichang im Golf von Thailand, etwa 12 km vor der Westküste des Amphoe Si Racha.

### Umliegende kleine Inseln
- Ko Samphan Yue – เกาะสัมปันยื้อ
- Ko Kham Noi – เกาะขามน้อย
- Ko Kham Yai – เกาะขามใหญ่
- Ko Phrong – เกาะปรง
- Ko Khangkhao – เกาะค้างคาว
- Ko Thai Tamuen – เกาะท้ายตาหมื่น
- Ko Yai Thao – เกาะยายท้าว
- Ko Ran Dok Mai – เกาะร้านดอกไม้
- Ko Nok – เกาะนก

## Geschichte
Der britische Diplomat John Crawfurd besuchte die Insel im Jahr 1822 während einer Mission, welche er in seinem Buch Journal of an embassy from the Governor-General of India to the courts of Siam and Cochin-China: exhibiting a view of the actual state of those kingdoms beschreibt. In seinem Buch berichtet er über Francis Buchanan-Hamilton, welcher die Inseln des Ko Sichang Distrikts als niederländische Inseln und Ko Sichang an sich als Amsterdam bezeichnete, welches den häufigen Besuchen der Schiffe der Niederländischen Ostindien-Kompanie zugrunde lag.
Nach der Geburt seines Sohnes errichtete König Rama V. auf der Insel eine Sommerresidenz namens Phra Chuthathut. Die royale Residenz wurde im Jahr 1893 aufgegeben, nachdem die Franzosen die Insel aufgrund eines Konflikts mit Thailand besetzten. Grund des Konfliktes war die Kontrolle über die benachbarte Insel Laos (Insel). Im Jahr 1900 wurde die Residenz abgerissen und in Bangkok wieder aufgebaut, wo sie heute unter dem Namen Vimanmek-Palast bekannt ist. 
Die Insel war ursprünglich ein „Zweigkreis“ (King Amphoe) des Mueang Distrikts der Provinz Samut Prakan. Am 1. Januar 1943 wurde er dem Si-Racha-Distrikt der Provinz Chonburi zugeordnet.
Am 4. Juli 1994 bekam Ko Sichang den vollen Amphoe-Status.

## Verwaltung

### Provinzverwaltung
Der Landkreis Ko Sichang besteht nur aus einem Tambon („Unterbezirk“ oder „Gemeinde“), der sich weiter in sieben Muban („Dörfer“) unterteilt.
| Nr. | Name          | Thai     | Muban | Einw. |
| --- | ------------- | -------- | ----- | ----- |
| 01. | Tha Thewawong | ท่าเทววงษ์ | 07    | 4.775 |

### Lokalverwaltung
Es gibt eine Kommune mit „Kleinstadt“-Status (Thesaban Tambon) im Landkreis:
- Ko Sichang (Thai: เทศบาลตำบลเกาะสีชัง) bestehend aus dem kompletten Tambon Tha Thewawong.